# ディキシー・ドレッグス
ディキシー・ドレッグス (Dixie Dregs)は、1970年代に結成された、アメリカのサザン・ロック、ジャズ・ロック、ファンク・ロック・バンドである。
バンドのほとんどの楽曲を、スティーヴ・モーズが手掛けている。代表曲には、ワウワウを利かせたファンキーな「リフライド・ファンキー・チキン」などがある。

## キャリア
ディキシー・ドレッグスの音楽性は、黒人音楽寄りのファンク・ロックからジャズ・ロックまで、多様な音楽性を持っている。フロリダ州のマイアミ大学音楽学校に在籍する同級生仲間でディキシー・ドレッグスを結成。1974年、メンバーを選考してギタリストのスティーヴ・モーズとベーシストのアンディ・ウエスト、ドラマーのロッド・モーゲンスタイン、ヴァイオリニストのアレン・スローン、キーボーディストのフランク・ジョセフの5人で活動を続ける。1975年に、アルバム『The Great Spectacular』を自主制作。1978年に、キーボーディストにT・ラヴィッツが入れ替わり、ジョージア州メコンのカプリコーン・レコードを通じてファースト・アルバム『フリー・フォール』を発表。1979年にリリースされた3作目のアルバム『ナイト・オブ・ザ・リヴィング・ドレッグス』は、1980年のグラミー賞のBest Rock Instrumental Performanceにノミネートされた。所属先のカプリコーン・レコードの倒産に伴いアリスタ・レコードに移籍、グループ名をザ・ドレッグスと改名した。
同バンドは、1982年の『インダストリー・スタンダード』リリース後一時活動を休止。1980年代後半にディキシー・ドレッグスとして活動再開している。
最近のグループ・メンバー個々の活動は、スティーヴ・モーズはディープ・パープルに、ロッド・モーゲンスタインはウインガーに参加し、T・ラヴィッツはグレイトフル・デッドの曲を楽器のみで演奏するJazz is Deadを結成している。
過去に参加したヴァイオリニストにはマハヴィシュヌ・オーケストラのジェリー・グッドマン、またベーシストにスティーヴ・モーズ・バンド、ジョー・サトリアーニのバンド・メンバーとして知られるデイヴ・ラルーがいる。
2018年、オリジナル・メンバーが再集結し、ライブ・ツアーを開催した。

## ディスコグラフィ

### スタジオ・アルバム
- The Great Spectacular (1976年)
- 『フリー・フォール』 - Free Fall (1977年)
- 『ホワット・イフ』 - What If (1978年)
- 『ナイト・オブ・ザ・リヴィング・ドレッグス』 - Night of the Living Dregs (1979年)
- 『ドレッグス・オブ・ジ・アース』 - Dregs of the Earth (1980年)
- 『アンサング・ヒーローズ』 - Unsung Heroes (1981年) ※ザ・ドレッグス名義
- 『インダストリー・スタンダード』 - Industry Standard (1982年) ※ザ・ドレッグス名義
- Off the Record (1988年)
- Full Circle (1994年)

#### シングル
- "Cruise Control/Refried Funky Chicken/Cosmpolitan Traveler" (1976年)
- "Take It Off The Top/Little Kids" (1978年)
- "Punk Sandwich/Country House Shuffle" (1979年)
- "Pride O' The Farm/The Great Spectacular" (1980年)
- "Cruise Control/Go For Baroque" (1981年)
- "Crank It Up/Bloodsucking Leeches" (1982年)

### ライブ・アルバム
- 『ブリング・エム・バック・アライヴ』 - Bring 'Em Back Alive (1992年)
- 『キング・ビスケット・ライヴ』 - King Biscuit Flower Hour Presents (1997年)
- California Screamin'  (2000年)
- From the Front Row... Live! (2003年) ※DVD-A

### コンピレーション
- Best of the Dixie Dregs (1987年)
- The Best of the Dregs: Divided We Stand (1989年)
- 20th Century Masters: The Best of the Dixie Dregs (2002年)